# Клів Лівінґстон
Клів Лівінґстон (англ. Cleve Livingston, 24 травня 1947) — американський академічний веслувальник.
Срібний призер Олімпійських Ігор 1972 року в складі вісімки, учасник 1968 року.